# Aéroport de Laghouat - Moulay Ahmed Medeghri
L'aéroport de Laghouat - Moulay Ahmed Medeghri (code IATA : LOO • code OACI : DAUL) est un aéroport algérien à vocation nationale, situé à 30 km de la ville de Laghouat.

## Présentation
L’aéroport de Laghouat est un aéroport civil desservant la ville de Laghouat et sa région (la wilaya de Laghouat). Situé à 30 km de la ville de Laghouat
L’aéroport est géré par l'EGSA d'Alger.

## Histoire
L'aéroport de Laghouat a été construit durant la période coloniale. À l'indépendance du pays, il continue à desservir Alger ainsi que les lieux saints pour le pèlerinage, puis il est transformé en un aéroport militaire. En 2003, l'aéroport de Laghouat est ouvert à l'aviation civile, Khalifa Airways puis Air Algérie exploitent l'aéroport de Laghouat.
Après une année et demie de travaux, d'un montant de 230 millions de dinars, l'aéroport rouvre le 16 juin 2015.
Aujourd'hui, l'aéroport de Laghouat est desservi par Air Algérie et Tassili Airlines. 

## Infrastructures liées

### Pistes
L'aéroport de Laghouat dispose de 3 pistes en béton bitumineux : 16L/34R, 16R/34L et 16/34.

### Aérogare
L'aérogare de l'aéroport de Laghouat comprend des bureaux de la PAF, de la Douane, d'Air Algérie, de l'ONM, une cafétéria et une salle de prière. Le parking de l’aéroport a une capacité de 120 véhicules.

### Accès
L'aéroport est situé à 30 minutes du centre-ville de Laghouat. Une ligne de bus relie l'aéroport au centre-ville (École Chetta). L'aéroport ne dispose pas de station de taxis. Les taxis de la ville se rendent toutefois à l'aéroport sur appel.

## Compagnies et destinations
| Compagnies       | Destinations |
| ---------------- | --- |
| Air Algérie      | Alger-Houari-Boumédiène, Bout Saâda, Tamanrasset                                                                     |
| Tassili Airlines | El Bayadh, El Oued (Guemar), Ghardaïa - Noumérat - Moufdi Zakaria, Hassi Messaoud-Oued Irara, Zarzaïtine - In Amenas |

Actualisé le 21/08/2023

## Statistiques
Le site de l'EGSA Alger ne fournit pas de statistiques sur l'aéroport de Laghouat depuis 2009. Cependant, et à titre d'exemple, le nombre de voyageurs a été de plus de 3 300 en 2003[réf. nécessaire].